# Саверське
Саверське —  селище в Україні,  Чернігівській області, Прилуцькому районі.  Входить до складу Варвинської селищної  громади.

## Населення
Згідно з переписом УРСР 1989 року чисельність наявного населення селища становила 27 осіб, з яких 9 чоловіків та 18 жінок.
За переписом населення України 2001 року в селищі мешкало 17 осіб. 100 % населення вказало своєю рідною мовою українську мову.